# 潘普洛尼塔
潘普洛尼塔是哥倫比亞的城鎮，位於該國東北部，由北桑坦德省負責管轄，始建於1550年，面積176平方公里，海拔高度1,886米，2005年人口4,767，人口密度每平方公里27.09人。

## 外部連結
- （西班牙文） Government of Norte de Santander - Pamplonita
- （西班牙文） Pamplonita official website

7°30′N 72°35′W / 7.500°N 72.583°W